# Tu B'Av
Tu B'Av sau 15 Av (în ebraică:ט"ו באב  או חמישה עשר באב sau Hag Haahavá - Sărbătoarea dragostei, חג האהבה) este o sărbătoare în religia iudaică și la poporul evreu, care este închinată dragostei, împăcării și consolării. Aceasta cade, după cum îi spune numele, în a 15-a zi a lunii ebraice Av la scurt timp după zilele de doliu Bein Hametzarim în cursul celor șapte săptămâni de consolare numite în aramaică Sheva denehemata. Este o zi cu lună plină. Tratatul Taanit din Mișna descrie Tu Be'Av ca fiind celebrat ca o zi de sărbătoare - yom tov - încă din vechime, din zilele celui de-al Doilea Templu din Ierusalim. Atunci fiii Israelului îmbrăcau haine albe împrumutate, pentru a nu rușina pe cei care nu au destul venit ca să-și procure haine frumoase. Fete nemăritate ieșeau să danseze în vii pentru a-și găsi un mire.  În capitolul 4, Mișna 8 rabi Shimon ben Gamliel spune:
„Nu au fost sărbători mai bune în Israel ca 15 Av și Iom Hakipurim”
. 
Cărturarii evrei, părinți ai iudaismului (Hazal) au enumerat felurite cauze istorice ale acestei sărbători. Cercetători au considerat că aceasta este legată de evenimente agricole din acea perioadă, ca de exemplu începutul culesului viței de vie. 
În perioada Exilului poporului evreu in lume, s-a păstrat amintirea zilei de Tu Be'Av, de pildă, prin faptul că nu se recită rugăciunea Tahanun, iar cabaliștii își intensifică învățătura. Pentru evreii moderni Tu Be'Av se aseamănă cu sărbătoarea de sursă creștină a Sfântului Valentin practicată în lumea contemporană.

## Semnificația sărbătorii
Sărbătoarea a fost instituită în timpul celui de-al Doilea Templu pentru a marca începutul recoltei strugurilor, care se încheia de Iom Kipur. După Talmud, 15 al lunii av comemorează mai multe evenimente:
- victoria fariseilor asupra saducheilor
- membri tribului Beniamin au fost readmiși în comunitate.
- s-a încheiat moartea generației care a ieșit din Egipt
- Regele Hoshea, regele Israelului, a ridicat restricțiile regelui Ieroboam (Yaravam) care interziceau israeliților să facă pelerinaje la Ierusalim.
- Romanii au permis evreilor să-și îngroape morții de la fortăreața Beitar.

## Date
| Anul ebraic | Anul gregorian |
| ----------- | -------------- |
| 5784        | 19 August 2024 |
| 5785        | 9 August 2025  |
| 5786        | 29 Iulie 2026  |
| 5787        | 18 August 2027 |